# Les Poneyttes
Pour plus de détails, voir Fiche technique et Distribution.
Les Poneyttes est un film français réalisé par Joël Le Moigné, sorti en 1968.
Il est resté inédit en salles, malgré une première organisée à l'Olympia.

## Synopsis
Le film raconte l'ascension et la chute d'un journaliste, nommé Max Torp, qui dirige conjointement un magazine pour jeunes, un club privé, une agence de tournée et une radio pirate. Les ennuis financiers s'accumulent et la financière Shoura Cassidy, une Américaine, exige le remboursement de l'argent investi. Acculé, Max, au volant de sa voiture, songe au suicide, lorsqu'il apprend qu'il est certainement sauvé grâce à la solidarité d'un groupe d'amis ; c'est alors qu'il se tue dans un accident.

## Fiche technique
Sauf indication contraire, les informations mentionnées dans cette section peuvent être confirmées par la base de données cinématographiques Unifrance,  présente dans la section « Liens externes ».
- Titre original : Les Poneyttes
- Réalisation : Joël Le Moigné
- Scénario : Raphaël Géricault et Claude V. Coen
- Musique : François de Roubaix et Danyel Gérard
- Costumes : Paco Rabanne
- Photographie : Georges Lendi
- Son : Pierre-Henri Goumy
- Montage : Georges Marschalk
- Production : Claude V. Coen
- Sociétés de production : Films Corona et Europa Films
- Sociétés de distribution : Inter France Distribution
- Pays de production :  France
- Langue originale : français
- Format : couleur
- Genre : drame musical
- Durée : 90 minutes
- Date de sortie : 24 avril 1968

## Distribution
- Hubert Wayaffe : Max Torp
- Iris Frank : Valérie
- Corinne Cléry (sous le pseudonyme de Corinne Piccoli) : Poneytte
- Arlene Dahl : Shoura Cassidy
- Paul-Loup Sulitzer : le roi des gadgets
- Sylvie Vartan : elle-même
- Nicole Calfan
- Marion Game
- Johnny Hallyday : lui-même
- Paco Rabanne : lui-même
- Bruno Coquatrix : lui-même
- Charles Glenn : lui-même
- President Rosko : lui-même
- Prince Sturza : lui-même
- Daniel Ceccaldi
- Patrick Topaloff : l'animateur radio
- Carlos

## Autour du film
Johnny Hallyday apparaît peau et cheveux bouclés couleurs or. Il chante Le mauvais rêve et Hit parade, deux titres que l'on retrouve en 1968 sur l'album Jeune homme. La version de Hit parade interprétée dans le film diffère de la version album ; restée inédite sur disque, elle est publiée pour la première fois en 1993, à l'occasion de la sortie d'une intégrale en CD,.
Corinne Cléry, dont c'est le premier rôle, et Hubert Wayaffe s'étaient mariés en 1967.